# 柳布利诺区
柳布利诺区（俄語：район Люблино）是莫斯科市东南行政区的一区，面积1,751公顷，2024年统计人口184,071人。
该区的主干道是柳布利诺街。它的南界在上原野街、下原野街和伊洛瓦伊斯克街，西界沿着莫斯科铁路库尔斯克向的轴延伸，北界是柳布利诺池塘和库兹明基森林公园，边界穿过扎列切街和莫斯科环城公路的外边界。其南与马里诺区、卡波特尼亚区接壤，向西临佩恰特尼基区，北临捷克斯季尔希基区、库兹明基区和维希诺-朱列比诺区，东与莫斯科州的科捷利尼基市共享边界。